# 贡德勒库尔堡
贡德勒库尔堡（法語：Gondrecourt-le-Château，法語發音：[ɡɔ̃dʁəkuʁ lə ʃato]），法国东北部市镇，位于大东部大区默兹省，隶属于科梅尔西区，其市镇面积为51.33平方公里，2022年1月1日时人口数量为1,041人，在法国城市中排名第9,556位。
贡德勒库尔堡位于默兹省南部，奥尔南河畔，是一个区域性的中心城市。

## 地名来源
“Gondrecourt”一名最初可能以“Gondricurtis”的形式被记载，其来源及含义尚有待考证，“-le-Château”这一后缀自1924年起成为当地官方名称的一部分。

## 历史

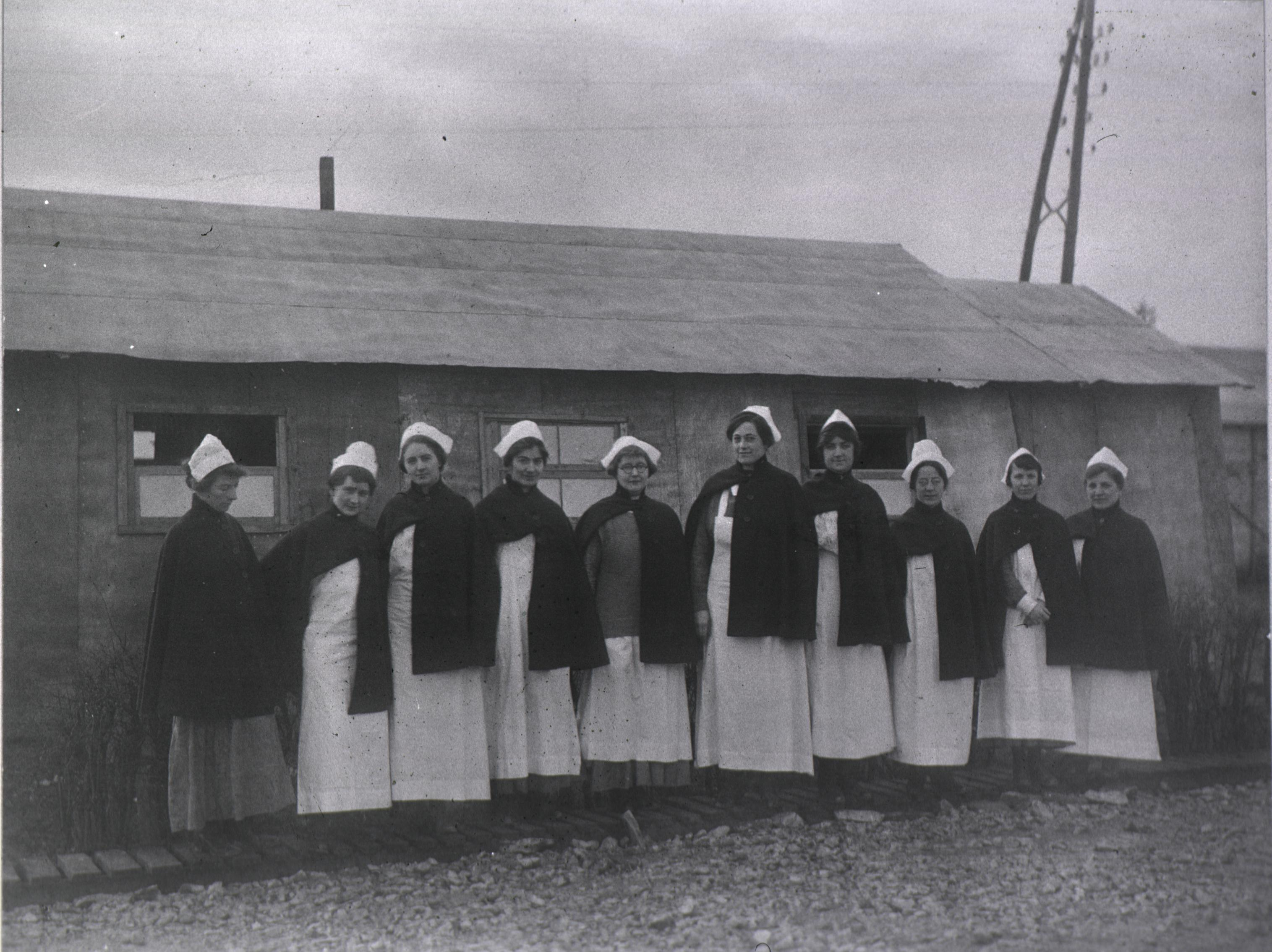
一战期间在美军基地的护士队

贡德勒库尔堡的早期历史尚不清楚。根据当地公共社区官方网站的论述，贡德勒库尔堡境内曾发现新石器时期的人类活动遗迹。公元7世纪时，奥尔努瓦伯爵贡杜安（Gondoin）创建贡德勒库尔。中世纪时，贡德勒库尔几经战火，当地曾兴建了一处含有七座塔楼的城墙。1633年，在黎塞留的要求下，贡德勒库尔城墙被彻底拆除。法国大革命后，贡德勒库尔成为默兹省的一个市镇。工业革命期间，途径贡德勒库尔的楠苏瓦-特龙维尔—讷沙托铁路和热桑—索尔西铁路相继建成通车，这两条铁路在20世纪中期均停止服务。1917年4月，美军曾驻扎贡德勒库尔以帮助法军对抗德意志军队。1972年，市镇图拉耶苏布瓦与奥尔努瓦地区吕梅维尔并入贡德勒库尔堡。
在行政区划方面，贡德勒库尔堡在1790年至2015年3月间为贡德勒库尔堡县的县治。

## 地理

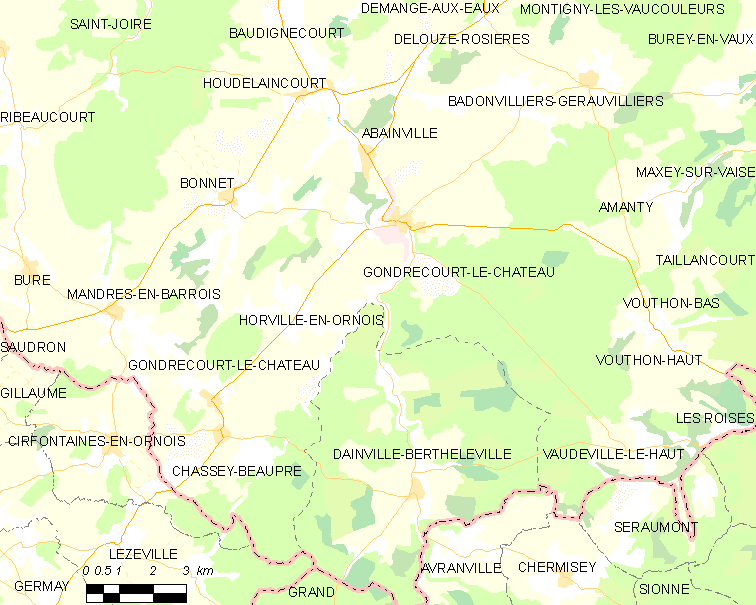
贡德勒库尔堡市镇范围地图

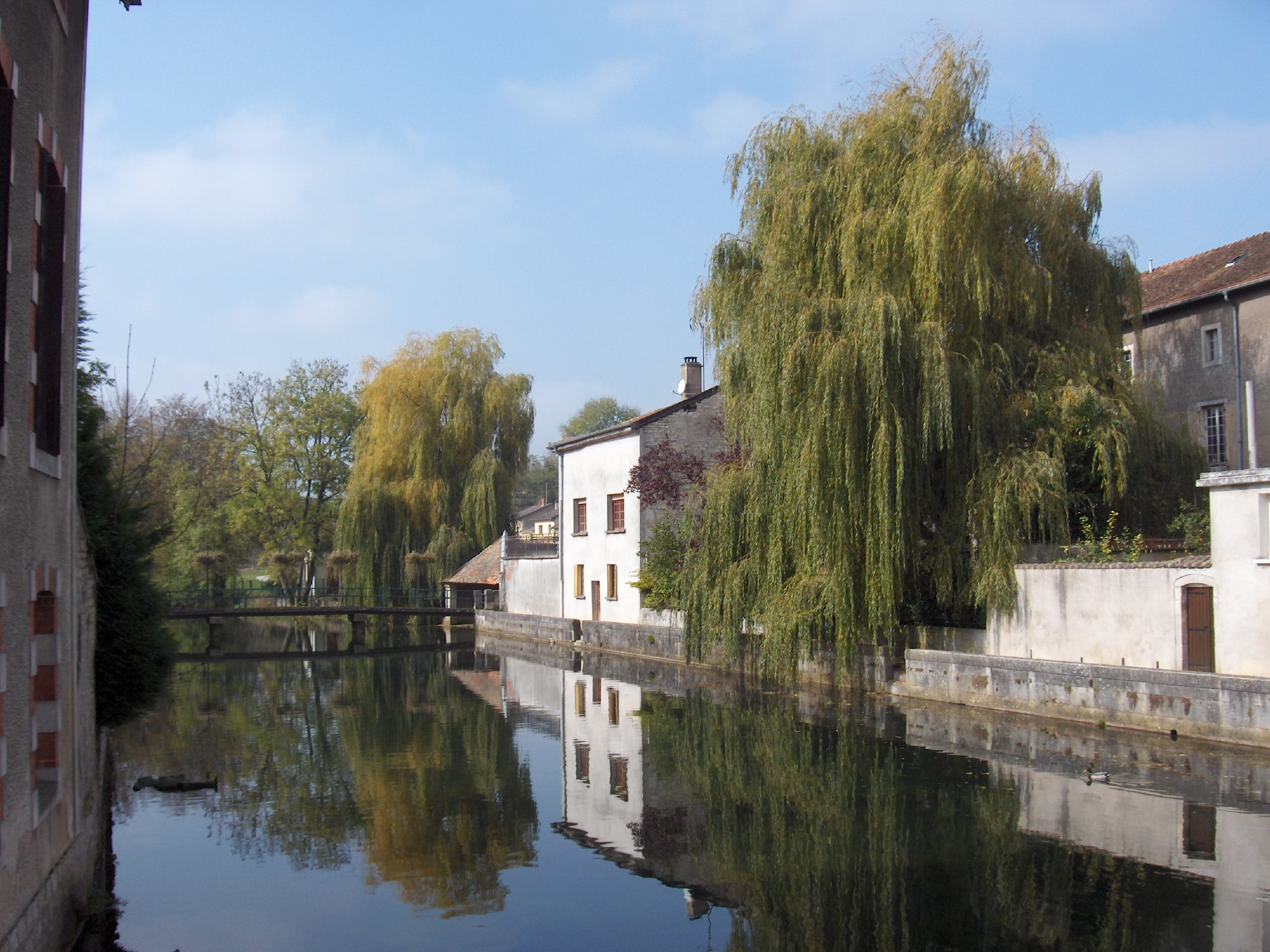
奥尔南河

贡德勒库尔堡位于法国东北部，大东部大区中部和默兹省南部，距离省会巴勒迪克大约46公里。与贡德勒库尔堡接壤的市镇包括：阿班维尔、阿芒蒂、博内、沙塞博普雷、丹维尔-贝特莱维尔、巴鲁瓦地区芒德尔、奥尔努瓦地区奥尔维尔、奥尔努瓦地区锡尔方丹和上武通。奥尔努瓦地区吕梅维尔与原贡德勒库尔堡不直接接壤，两地合并后前者成为贡德勒库尔堡的一块飞地。

### 地形
贡德勒库尔堡位于奥尔努瓦地区北部，境内以浅丘为主，市镇中心位于一处河谷地带，沿河地带地势较为平坦，河流右岸（即市区北侧）有一处小山丘，全境海拔在287到428米之间。

### 水文
奥尔南河自东南向西北蜿蜒流经贡德勒库尔堡市区，该河部分河段有多条水道。

### 植被
贡德勒库尔堡属于温带阔叶混交林区，林地主要分布于河流附近。
在鲜花城市的评比中，贡德勒库尔堡暂未被评级。

### 气候
贡德勒库尔堡在柯本气候分类法中属于带有大陆性气候特征的温带海洋性气候（Cfb）。

## 行政区划
贡德勒库尔堡的市镇编号为55215，邮政编号为55130。
在行政管理方面，贡德勒库尔堡隶属于法国大东部大区默兹省科梅尔西区；在地方选举方面，贡德勒库尔堡隶属于利尼昂巴鲁瓦县，其市镇范围全境被划入默兹省第一选区；在社会管理方面，贡德勒库尔堡是默兹之门市镇公共社区的组成部分。
截至2024年6月，贡德勒库尔堡市镇范围内暂无任何城市敏感街区及城市政策优先街区。
法国国家统计与经济研究所（简称）在进行数据统计时，未将贡德勒库尔堡划入任何城市核心区（Unité urbaine）、城市区（Aire urbaine）以及城市辐射区（Aire d'attraction）。此外，还将贡德勒库尔堡市镇整体看作一个“块区”（IRIS），以便于统计人口分布情况。

## 交通

### 公路
默兹省省道D10线、D32线、D182线、D193线和D1966线在贡德勒库尔堡境内交汇，此外还有D132线和D138线经过奥尔努瓦地区吕梅维尔。大东部大区下属的默兹省城际客运R18线和定制巴士D12线经停贡德勒库尔堡，可通往巴勒迪克、瓦-瓦孔等地。
2020年，67.9%的贡德勒库尔堡家庭拥有至少一辆私人汽车。2021年，贡德勒库尔堡境内共发生各类交通事故2起，造成2人受伤。
| 10 | 42 |

| 巴勒迪克 | 45 |

| 讷沙托 | 28 |

| 利尼昂巴鲁瓦 | 29 |

### 铁路

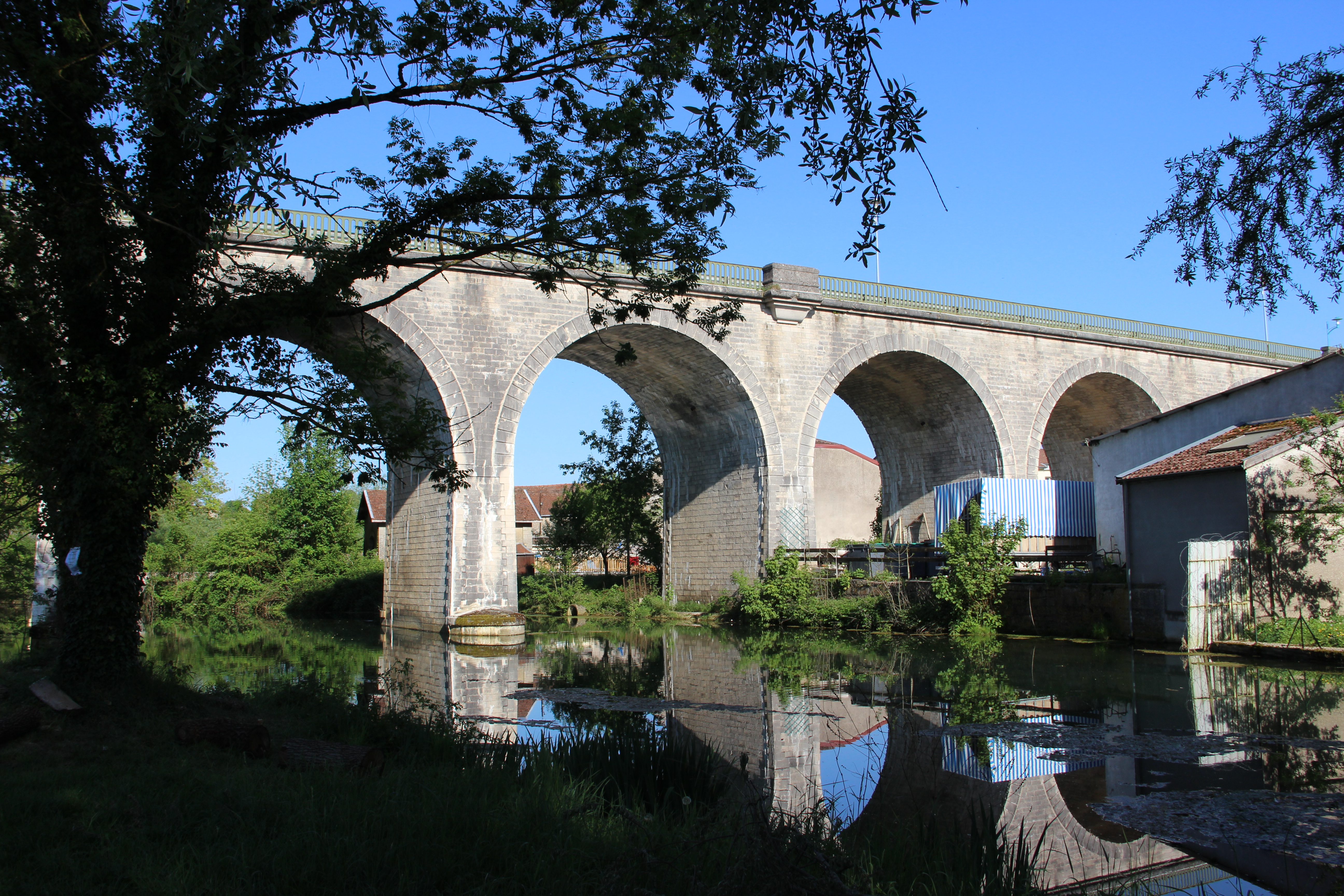
铁路桥旧址

贡德勒库尔堡位于楠苏瓦-特龙维尔—讷沙托铁路和热桑—索尔西铁路的交汇处，这两条铁路均已关闭。
距离贡德勒库尔堡最近的运营中的客运铁路车站为28公里外的讷沙托站，该站停靠往返于南锡和第戎一线的区域列车。

### 航空
贡德勒库尔堡距离洛林机场的公路里程大约101公里，距离卢森堡机场的公路里程大约189公里。

### 城市公共交通
截至2024年6月，贡德勒库尔堡暂无城市公共交通系统。

## 政治

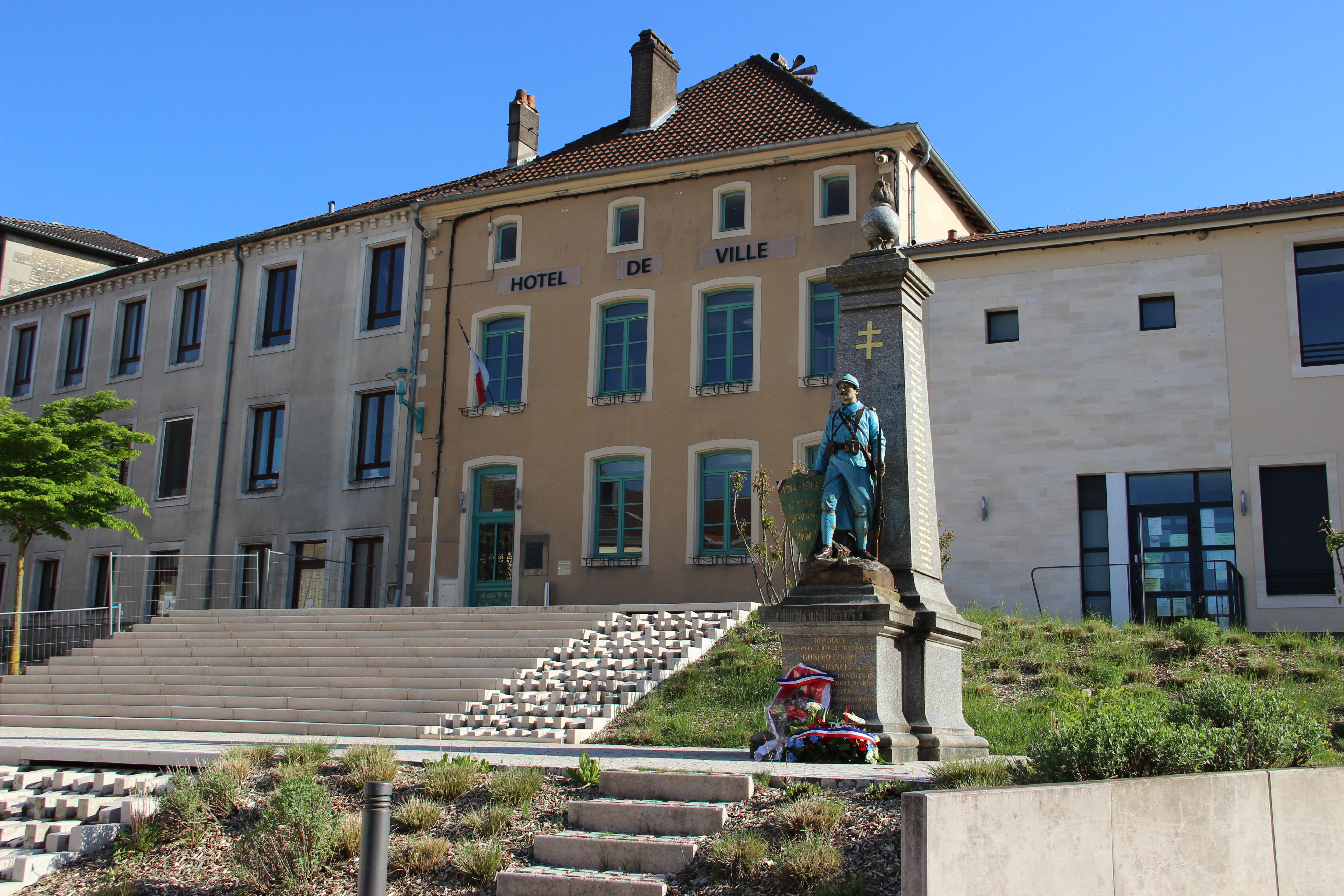
贡德勒库尔堡市政厅

贡德勒库尔堡的现任市长为达尼埃尔·勒诺多先生（Daniel RENAUDEAU），他是一名无党派人士，在2020年的市政选举中获得了62.45%的支持率。
在2022年的法国总统大选的第二轮选举中，法国极右翼政党国民阵线主席玛丽娜·勒庞在贡德勒库尔堡获得了56.91%的支持率。

## 人口
2021年，贡德勒库尔堡市镇人口数量为1,053，在法国排名第9,556位。其中男性534人，女性531人，75岁及以上人口占15.0%，外籍人口数量为63人，人口密度为21人/平方公里，当地居民被称为（男性）或（女性）。2022年，贡德勒库尔堡境内出生3人，死亡人口34人。
| 贡德勒库尔堡1901年－2021年人口变化情况 |
|                                        |
| 数据来源：Cassini、INSEE               |

## 经济
贡德勒库尔堡是一个区域性的中心城市。截至2024年6月，贡德勒库尔堡市镇范围内共有各类用人单位（包含自雇）194家，平均历史为21年，其中98.85%为中小型企业（PME），2024年4月至6月间，当地的经济活力指数为0。（零售）是当地2022年营业额最高的企业，为1,920,835欧元。

## 财政与居民收入
2022年，贡德勒库尔堡的财政收入总额为1,360,620欧元，财政支出总额为1,161,210欧元，当年的债务总额为2,950,380欧元。2022年，贡德勒库尔堡市镇通过增值税获得161,630欧元的收入，此外当地还共获得了624,950欧元的国家直接财政补助。
| 贡德勒库尔堡居民收入情况                         | 贡德勒库尔堡居民收入情况 | 贡德勒库尔堡居民收入情况 | 贡德勒库尔堡居民收入情况 |
| 内容                                             | 贡德勒库尔堡             | 法国                     | 统计年份                 |
| ------------------------------------------------ | ------------------------ | ------------------------ | ------------------------ |
| 征税家庭总数                                     | 442                      | 1,081（法国市镇平均）    | 2022年                   |
| 居民平均月收入                                   | 1,735欧元                | 2,435欧元                | 2022年                   |
| 高级职员人均月收入                               | 不详                     | 4,331欧元                | 2021年                   |
| 中级职员人均月收入                               | 不详                     | 2,470欧元                | 2021年                   |
| 普通职员人均月收入                               | 不详                     | 1,801欧元                | 2021年                   |
| 贫困率                                           | 不详                     | 14.5%                    | 2020年                   |
| 青壮年（15至64岁）失业率                         | 13.0%                    | 7.4%                     | 2020年                   |
| 征税家庭数量占比                                 | 33.6%                    | 45.5%                    | 2020年                   |
| 家庭年均纳税                                     | 2,181欧元                | 4,393欧元                | 2022年                   |
| 资料来源：INSEE、L'Internaute、Le Journal du Net |                          |                          |                          |

## 社会事务

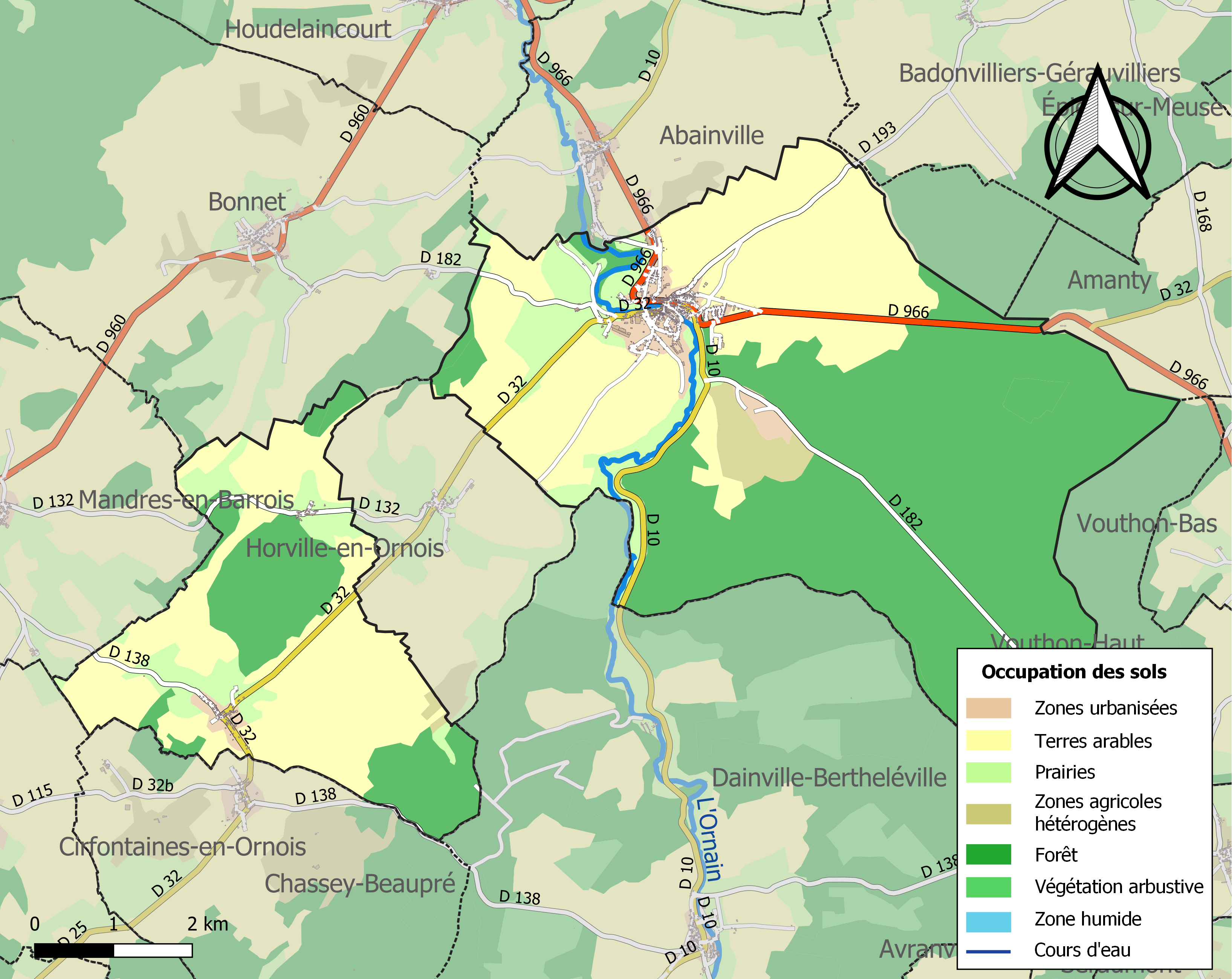
贡德勒库尔堡土地利用情况地图

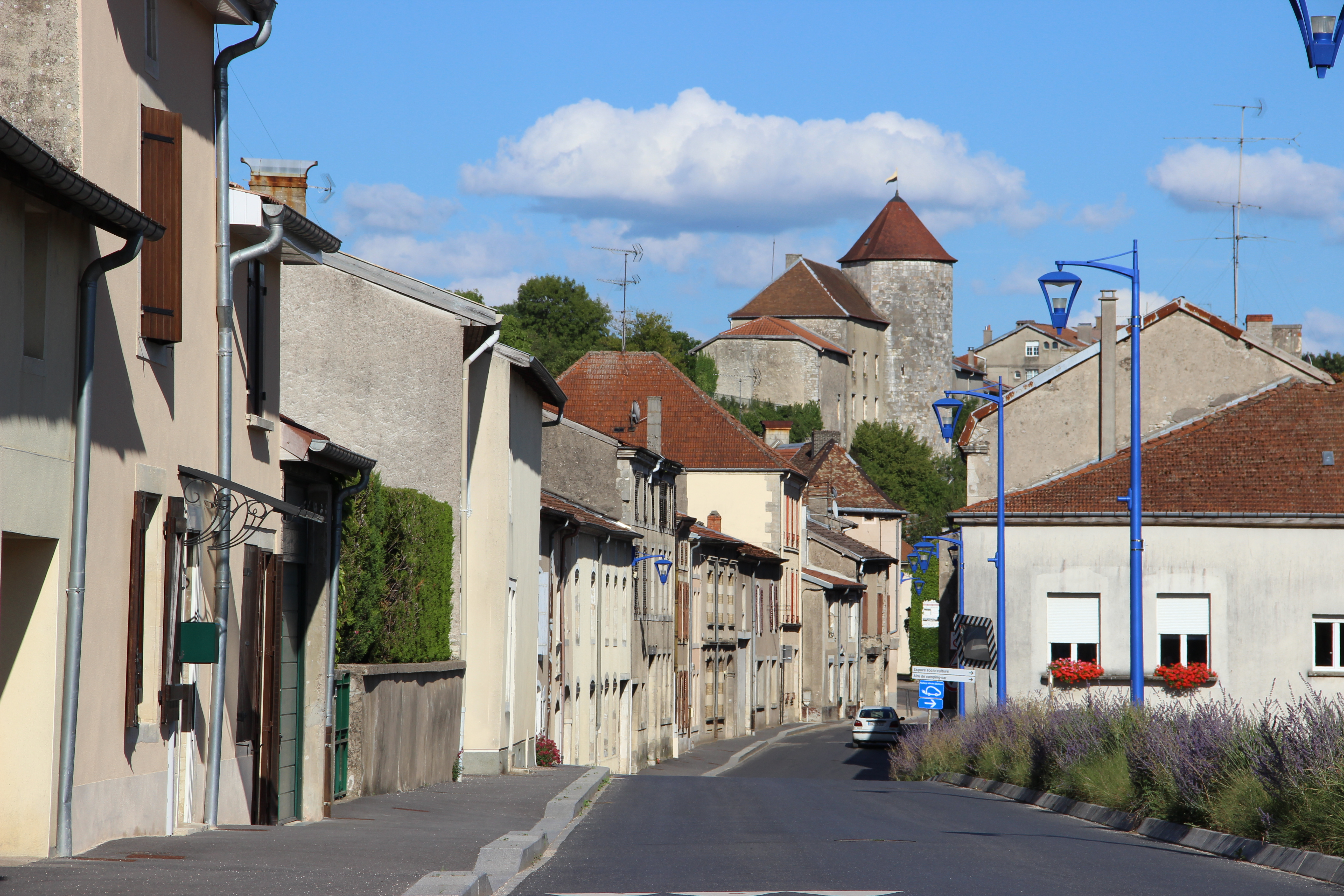
勒克莱尔将军街

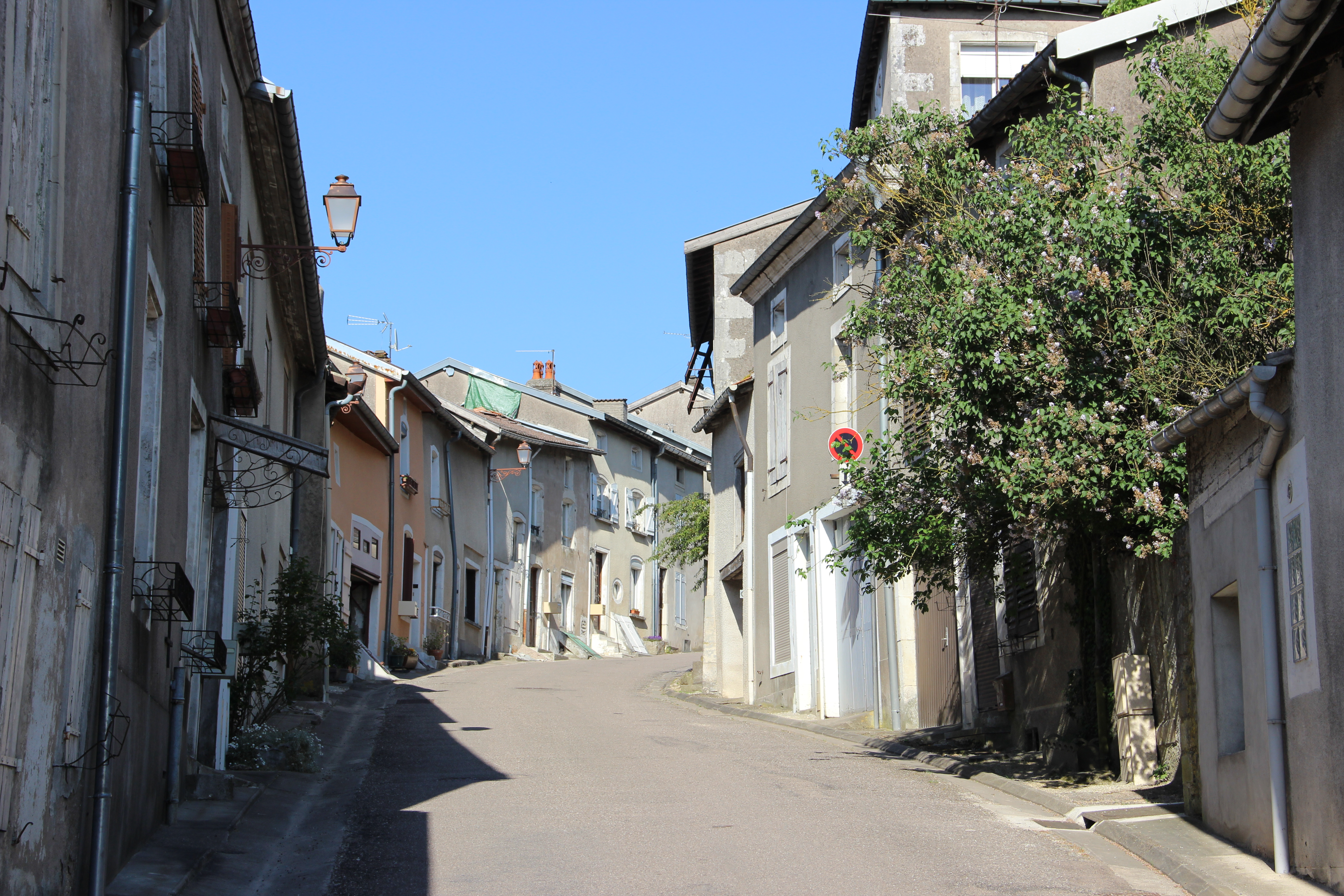
上街

### 教育
贡德勒库尔堡属于南锡-梅斯学区。截至2021年1月1日，贡德勒库尔堡境内共有1所小学和1所初级中学。2022至2023学年度，贡德勒库尔堡境内共有在校中等教育阶段学生118名。

### 医疗
截至2022年1月1日，贡德勒库尔堡境内共有全科医生1名、保健师2名、牙医1名和护士5名。境内共有药房1家。
距离贡德勒库尔堡最近的区域性医疗机构为西孚日市际中心医院（Centre Hospitalier Intercommunal Ouest Vosgien），其主病区医院位于讷沙托市区北侧，距离贡德勒库尔堡市区的正常车程大约分钟，该院设有床位251个。

### 住房
2020年，贡德勒库尔堡境内共有各类住房601套，其中86.0%为独立式住宅，14.1%为集中式住宅。常住房屋占贡德勒库尔堡市镇范围内居民建筑总量的79.5%。
在住房保障政策方面，2022年，贡德勒库尔堡境内共有92户家庭获得了住房经济补助，受益人数占总人口数量的8.7%，其中105份为房租补助。

### 商业
2021年，贡德勒库尔堡境内共有各类实体商铺26家，其中餐厅1家、大型超市1家、杂货店0家、面包房2家、肉铺0家、书店0家、装饰品店1家、银行门店1家、美容美发店3家、汽车维修店2家。贡德勒库尔堡镇中心建有一家家乐福E.LeclercIntermarchéSuper UAldiLidl超市。

### 体育
2021年，贡德勒库尔堡境内共有0家游泳池、1间体育馆、1座综合体育场、2处网球场以及2处足球或橄榄球场。
截至2024年6月，奥尔努瓦兄弟（Les Gars de l'Ornois，编号517753）是贡德勒库尔堡境内唯一的一家注册足球俱乐部，该队成立于1934年，其主队2024至2025赛季参加默兹省足球联赛丙组（法国第十一级别），其主场为雷蒙·弗莱谢尔球场（Stade Raymond Fleichel）。

### 环境
贡德勒库尔堡的环境事务由其所属的默兹之门市镇公共社区联合各级政府协调负责。2021年，贡德勒库尔堡境内暂无污染企业。

### 治安
2021年，贡德勒库尔堡市镇范围内共有1处宪兵队。
贡德勒库尔堡及其附近的共239个市镇是科梅尔西国家宪兵队（zone gendarmerie de Commercy）的管辖范围。2020年，该宪兵队累计记录各类案件2,257起，其中盗窃类案件997起，经济类案件347起，毒品交易类案件136起。

## 文化

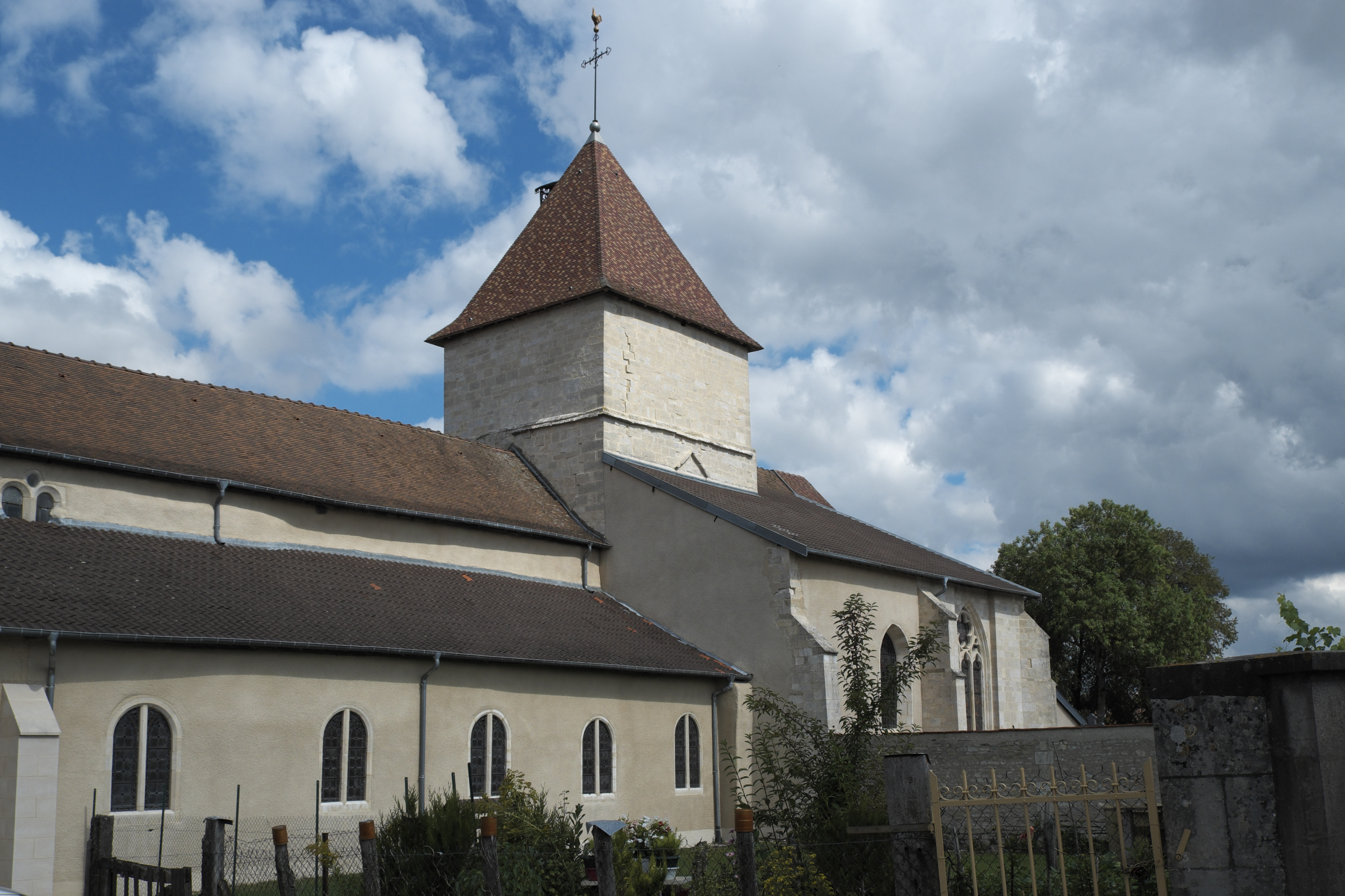
圣女诞辰教堂

2021年，贡德勒库尔堡境内暂无任何文化设施。贡德勒库尔堡境内建有多媒体中心（Médiathèque），每周一至三向公众开放。

### 建筑
贡德勒库尔堡境内有多处历史建筑，其中圣女诞辰教堂（Église de la Nativité-de-la-Vierge）为法国国家文物保护单位，镇中心高地上方的城堡则是当地的地标性建筑物。

### 旅游
贡德勒库尔堡的旅游事务由其所属的默兹之门市镇公共社区联合各级政府协调负责。2023年，贡德勒库尔堡境内暂无任何游客接待设施。

### 媒体
法国主要的媒体均可在贡德勒库尔堡接收，法国电视三台下属的大东部大区频道在部分时段播出贡德勒库尔堡所在默兹省的地方新闻。《东部共和党人报》、《默兹资讯》杂志（Meuz’Info）、默兹省广播（Meuse FM）等为当地主要的地方性媒体。

## 相关人物
法国前总理路易·雅基诺出生于贡德勒库尔堡。

## 友好城市
截至2024年6月，贡德勒库尔堡暂未建立任何友好城市关系。